# Poulpe à la provençale
Pour les articles homonymes, voir Poulpe et Provençal (homonymie).
Le poulpe à la provençale est une spécialité culinaire régionale traditionnelle de la cuisine de la Provence méditerranéenne, à base de poulpe, tomate, poivron, huile d'olive, vin blanc et herbes de Provence,,,.

## Histoire
Le poulpe (ou pieuvre, pourpre, en provençal, Octopus vulgaris, ou polypus, en latin, polypous, « plusieurs pieds », en grec ancien) est répandu sur les côtes provençales méditerranéennes, où il est pêché au piège à poulpe et consommé depuis l’Antiquité. Il fait partie intégrante de la cuisine de la Provence méditerranéenne traditionnelle locale, avec une chair recherchée, prisée et appréciée par les amateurs. Le poulpe est pêché à ce jour (hors saison de reproduction,) au crochet dans les trous, à l'arbalète de chasse sous-marine dans les calanques, ou encore à la turlutte en pleine mer.

## Préparation
Faire revenir à l'huile d'olive et à l'ail dans une cocotte du poulpe en morceaux (ou de la seiche ou du calmar), avec tomate, poivron rouge, oignon, fenouil, ail, thym, persil, safran, sel, poivre, herbes de Provence, le tout éventuellement aromatisé au pastis.

## Variantes
Le poulpe à la provençale est une variante du poulpe en daube provençale, ou de la salade de poulpe à la provençale.